# Захват Сантьягу (1585)
Захват острова Сантьягу (архипелаг Зелёного Мыса) во время англо-испанской войны произошёл между 11 и 28 ноября 1585 года. Английская эскадра под руководством Фрэнсиса Дрейка захватила портовый город Сидаде-Велья, который недавно принадлежал короне Португалии. Дрейк разграбил его, а затем двинулся вглубь страны, прежде чем сделать то же самое в Сан-Домингоше и Прайе. После этого Дрейк продолжил свою экспедицию, успешно совершив набег на испанские владения в Северной и Южной Америке.

## Предыстория
Война была объявлена Филиппом II Испанским после Нонсучского договора, по которому Елизавета I предложила свою поддержку голландским повстанцам-протестантам. Королева через Уолсингема приказала сэру Фрэнсису Дрейку возглавить экспедицию для нападения на испанский Новый Свет в качестве своего рода упреждающего удара.
Экспедиция собралась в Плимуте 14 сентября 1585 года под командованием сэра Фрэнсиса Дрейка с двадцатью одним кораблем и 1800 солдатами под командованием Кристофера Карлейля. Отплыв из Плимута, Дрейк сначала атаковал порт Виго в Испании и разграблял его в течение двух недель, собирая припасы. Дрейк, однако, предполагал, что это будет отвлекающий рейд, которым он надеялся обмануть испанцев, заставив их думать, что Дрейк не направится в Карибское море. Он уже убедился, что после грабежа Виго его присутствие ощущают в Лас-Пальмасе на Канарских островах. Набрав воды с незащищенного острова Ла Гомера, он продолжил свое путешествие, направляясь на юг, к островам Зелёного Мыса. В силу Иберийского союза Англо-португальский договор 1373 года был приостановлен, и с началом войны с Испанией португальские колонии и корабли стали мишенью для англичан.
Острова Зелёного Мыса были относительно бедным архипелагом, который до 1580 года принадлежал Португалии, но после перешел под контроль Испании. Город Сидаде-Велья на юго-западной стороне острова Сантьягу, самого большого острова в архипелаге, служил главной базой для португальских работорговцев на побережье Западной Африки, а также был экспортером как сахара, так и тканей. Город был защищен почти пятьюдесятью орудиями в трёх батареях, две из которых прикрывали якорную стоянку, а третья, в низине к западу, прикрывала подход с суши. Оборонительные сооружения нуждались в ремонте.
Дрейк прибыл к островам в начале ноября и запланировал штурм, с помощью которого намеревался проверить и подготовить к более серьёзным операциям свои экипажи.

## Захват
Вечером 11 ноября под покровом темноты штурмовая группа Кристофера Карлейля, состоявшая почти из 1000 человек, высадилась на пляже в четырёх милях к востоку. Не встретив сопротивления, они отправились в ночной марш в сторону города.

### Старый город
Корабли Дрейка выдвинулись на позицию в день восшествия на престол королевы, и он приказал открыть артиллерийский огонь в её честь и начал обстреливать город. Испанцы и португальцы открыли ответный огонь, но их стрельба была редкой, и после того как люди Карлейля штурмовали батареи и захватили орудия, прекратилась. Жители бежали из города, а затем англичане ворвались с холма в пустой город; единственными оставшимися жителями были старики и двадцать шесть больных лихорадкой рабов в госпитале.
К рассвету над городом развевался Крест Святого Георгия, люди Дрейка разграбили все, что могли, и захватили семь португальских невольничьих кораблей, стоявших на якоре у города. Один из них был добавлен ко флоту, с остальных взяты все ценности. Каравеллу, строившуюся на верфи, англичане разобрали. С батарей были сняты старые бронзовые португальские и испанские пушки и снаряжение, кроме того, со складов города были изъяты порох, шелк и ткани. Дома были разграблены в поисках еды, плодовые сады обобраны, а в конце концов англичане забрали и колокола с городского собора.
Дрейк создал свою штаб-квартиру и послал эмиссаров, чтобы разыскать некоторых жителей, поскольку он планировал удержать город и сжечь его, если губернатор острова не заплатит выкуп. Однако через несколько дней ответа не последовало, поэтому Дрейк собрал захваченных им пленников и допросил их. пленники сообщили, что губернатор Гаспар де Андраде находится в соседней деревне Сан-Домингос, в нескольких милях от берега, поэтому была подготовлена сухопутная экспедиция.

### Сан-Домингос
Дрейк и Карлейль возглавили отряд из 600 человек в походе по сухим и пустынным холмам острова Сантьягу. Жители Сан-Домингос бежали при приближении англичан, поэтому Дрейк и его люди разграбили то немногое, что смогли, а затем сожгли деревню дотла. Отряд Дрейка вернулся на побережье, преследуемый по пути местным ополчением; двое отставших англичан были пойманы, убиты и изувечены.
28 ноября Дрейк предпринял последнюю попытку заставить испанского губернатора заплатить выкуп; он знал о небольшом поселении под названием Прая и решил захватить и его.

### Прая
Дрейк отправил Карлайла в другую экспедицию на девять миль вдоль побережья на восток к Прае.
Прибытие Карлейля совпало с появлением Дрейка и флота у городского пляжа на рассвете следующего утра. Около 1000 жителей бежали в безопасное место, оставив город Дрейку, который приказал стереть его с лица земли, пощадив только городскую больницу, но добычи нашёл мало и затем вернулся в Сантьяго.

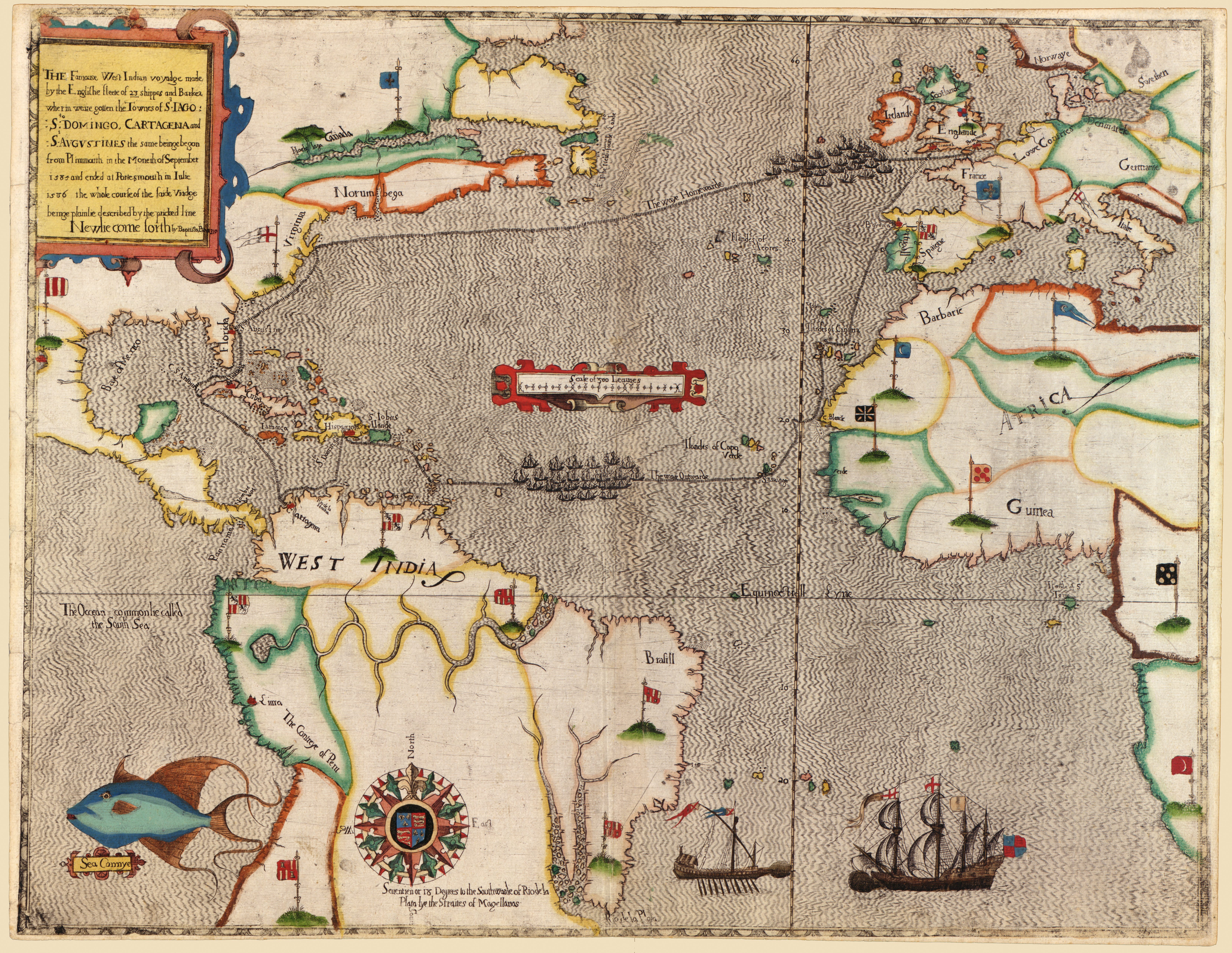
Путешествие Дрейка в Вест-Индию, показывающее рейд в Сантьяго

Дрейк отбыл через день после захвата Праи, но перед этим приказал стереть с лица земли Сидаде-Велью в качестве последнего послания губернатору и испанцам.

## Последствия
В последний день ноября его корабли направились на запад, в Атлантический океан, направляясь к Карибскому морю и материковой части Америки, чтобы нанести удар по империи Испании. Хотя многие на флоте умерли от тропических болезней, были достигнуты впечатляющие результаты от трех отдельных ударов, сначала в Санто-Доминго, Картахене-де-Индиас и, наконец, в Сент- Августин.
После набегов он отправился дальше, чтобы найти поселение сэра Уолтера Рэли гораздо севернее, в Роаноке, которое он пополнил и забрал с собой несколько колонистов. Наконец он добрался до Англии 22 июля, когда приплыл в Портсмут, где его встретили как героя.
После ухода Дрейка и англичан, испанцы и португальцы укрепили оборону, и вскоре к 1590 году был построен форт Реал-де-Сан-Филипе, который стоит до сих пор.